# 塞科格爾山
46°58′17″N 10°48′39″E / 46.97139°N 10.81083°E

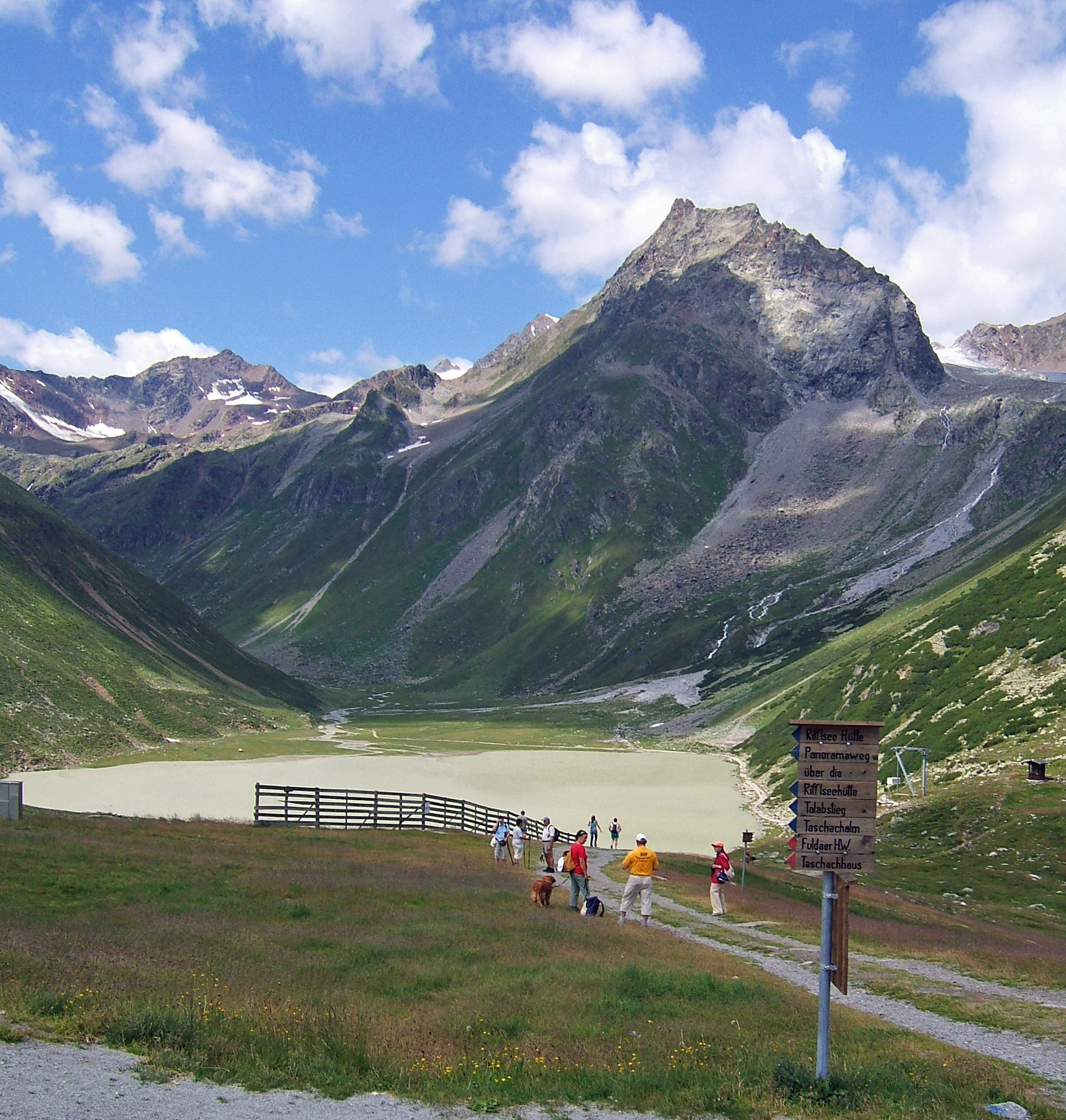

塞科格爾山（德語：Seekogel），是奧地利的山峰，位於該國西部，由蒂羅爾州負責管轄，屬於奧茨塔爾阿爾卑斯山脈的一部分，距離羅斯蒂茨科格爾山1.2公里，海拔高度3,357米，人類在1899年7月20日首次登頂。